# 利文斯頓縣 (密蘇里州)
利文斯頓縣（英語：Livingston County）是美國密蘇里州東南部的一個縣。面積1,395 平方公里。根據美國2000年人口普查估計，共有人口14,558人。縣治契利科提 (Chillicothe)。
成立於1837年1月6日。縣名紀念安德魯·傑克遜時期的國務卿愛德華·利文斯頓 (Edward Livingston)。